# Siglin Rocks
Siglin Rocks är en kulle i Antarktis. Den ligger i Västantarktis. Inget land gör anspråk på området. Toppen på Siglin Rocks är 1 meter över havet.
Terrängen runt Siglin Rocks är platt västerut, men österut är den kuperad. Trakten är obefolkad. Det finns inga samhällen i närheten.